# Cyphostemma manambovensis
Cyphostemma manambovensis är en vinväxtart som beskrevs av Descoings. Cyphostemma manambovensis ingår i släktet Cyphostemma och familjen vinväxter. Inga underarter finns listade i Catalogue of Life.